# Anchoviella balboae
Anchoviella balboae är en fiskart som först beskrevs av Jordan och Alvin Seale 1926.  Anchoviella balboae ingår i släktet Anchoviella och familjen Engraulidae. IUCN kategoriserar arten globalt som otillräckligt studerad. Inga underarter finns listade i Catalogue of Life.